# Мајли Сајрус
Мајли Реј Сајрус (енгл. Miley Ray Cyrus; Френклин, 23. новембар 1992) америчка је певачица, текстописац, глумица и редитељка. Постала је идол тинејџера током рада на серији Хана Монтана (2006—2011), у којој је глумила главну улогу. Обухвата широк дијапазон различитих музичких стилова и жанрова, као што су поп, кантри, рок, хип-хоп и експериментална музика.
Као Хана Монтана, објавила је два саундтрека која су заузела прво место и три међу првих пет места на америчкој топ-листи , као и сингл He Could Be the One који се нашао на врху топ-листе Billboard Hot 100. На почетку соло каријере, објавила је два албума намењена тинејџерима, Meet Miley Cyrus (2007) и Breakout (2008), мини-албум The Time of Our Lives (2009), а потом и трећи албум Can't Be Tamed (2010) са мало зрелијим темама. Ова издања садрже и синглове који су се нашли међу првих десет места у САД: See You Again, 7 Things, Party in the U.S.A. и Can't Be Tamed, као и сингл The Climb. Значајно је променила имиџ и музички стил издавањем албума Bangerz (2013), којим је пети пут заузела прво место у САД, а који чине и синглови We Can't Stop и Wrecking Ball, који се нашао на врху топ-листе. Исти правац је уследио и на албуму Miley Cyrus & Her Dead Petz (2015), након чега је променила неколико жанрова за албум Younger Now (2017), на ком се налази и сингл Malibu, а потом и Plastic Hearts, који садржи сингл Without You на ком јој се придружио и The Kid Laroi. Осмом студијском албуму Endless Summer Vacation (2023) претходио је водећи сингл Flowers, који је поставио неколико рекорда за стримовање и заузео прво место у САД. Уз девети студијски албум, Something Beautiful (2025), објавила је и истоимени филмски мјузикл.
Глумила је у филмовима Муња (2008), Хана Монтана: Филм (2009), Последња песма (2010), : Живети бурно (2012) и Тинејџерка тајни агент (2013), а потом и наступила у филму Чувари галаксије 2 (2017). На телевизији је била менторка у певачком такмичењу The Voice (2016—2017) и глумила у једној епизоди серије Црно огледало (2019), док тренутно ради као водитељка новогодишњег специјала Miley's New Year's Eve Party (2021—данас). Године 2014. основала је непрофитну организацију Happy Hippie Foundation, за чије потребе је покренула и веб-серијал Backyard Sessions (2012—2020).
Сматрана једним од ретких примера дечјих звезда са успешном каријером и током одрасле доби, освојила је три награде Греми, деветнаест Награда по избору тинејџера, четири Светске музичке награде, три МТВ видео музичке награде, пет Билбордових музичких награда, као и по једну Награду по избору публике и Медијску награду ГЛААД.

## Биографија

### 1992—2005: Детињство и почетак каријере
Рођена је 23. новембра 1992. године у Френклину под именом Дестини Хоуп Сајрус. Ћерка је Летише „Тиш” Џин Сајрус и кантри певача Билија Реја Сајруса. Рођена је са суправентрикуларном тахикардијом, која узрокује убрзани рад срца током мировања. Име је добила по уверењу родитеља да ће постићи велике ствари. Родитељи су јој дали надимак „Смајли”, који су касније скратили у „Мајли”, јер се често смешкала као беба. Године 2008. званично је променила име у Мајли Реј Сајрус. Средње име је додала у част свог деде, демократског политичара Роналда Реја Сајруса, који је био из Кентакија. Кума јој је кантауторка Доли Партон.
Упркос саветима Билијеве дискографске куће, родитељи су јој се тајно венчали 28. децембра 1993, годину дана након Мајлиног рођења. Добили су још двоје деце, сина Брејсона и ћерку Ноу. Тиш из претходних веза има још двоје деце, Бренди и Трејса. Прво дете Мајлиног оца Билија, по имену Кристофер Коди, рођено је у априлу 1992. године, а одрасло је уз своју мајку Критин Лаки у Јужној Каролини.
Сва браћа и сестре су јој познати забављачи. Трејс је вокалиста и гитариста групе Metro Station. Ноа је глумица и, као и Брејсон, бави се моделингом, певањем и писањем песама. Бренди је некадашња чланица групе Frank + Derol, а данас професионални ди-џеј. Сеоска кућа Сајрусових се налази на 500 хектара земље изван Нешвила.
Основну школу је похађала у округу Вилијамсон, након чега се породица преселила у Томпсонс Стејшон. Након што је добила улогу у серији Хана Монтана, преселила се с породицом у Лос Анђелес где је наставила школовање, те учила са приватним учитељем током снимања. Одгајана као хришћанка, крштена је у јужној баптистичкој цркви, пре него што се 2005. године преселила у Холивуд. Док је одрастала, редовно је ишла у цркву и носила прстен чистоће. Године 2001, када је имала осам година, с породицом се преселила у Торонто, док јој је отац снимао телевизијску серију. Након што ју је отац одвео на представу Mamma Mia! 2001. године, Мајли га је ухватила за руку и рекла му: „Овиме желим да се бавим, тата. Желим да будем глумица.” Почела је да похађа часове певања и глуме у глумачком студију Армстронг у Торонту.
Прву улогу остварила је у телевизијској серији свог оца. Године 2003. глумила је млађу верзију Рути у филму Крупна риба Тима Бертона. Током овог периода била је на аудицији са Тејлором Лаутнером за играни филм Авантуре Ајкула-дечака и Лава-девојчице. Иако је била једна од две финалисткиње за ту улогу, изабрала је да глуми у серији Хана Монтана.
Мајка јој је је преузела улогу менаџера и радила на стицању тима за изградњу ћеркине каријере. Затим је потписала уговор с Мичелом Госетом, који је одиграо кључну улогу у њеној аудицији за серију Хана Монтана. Касније је потписала уговор са Џејсоном Моријем који је био задужен за њену музичку каријеру, а ког је довела Доли Партон. Унајмила је очевог финансијског менаџера као део свог тима.

### 2006—2009:Хана Монтанаи музичка издања
Била је на аудицији за серију Хана Монтана када је имала тринаест година. Првобитно је била на аудицији за улогу најбоље пријатељице насловне јунакиње, али је уместо тога позвана на аудицију за главну улогу. Упркос томе што у почетку није сматрана погодном за улогу јер је била „премала и премлада”, касније је изабрана за главну улогу због својих певачких и глумачких способности. Премијеру је приказао Disney Channel у марту 2006. године, након чега се убрзо сврстала међу најгледаније серије на кабловкој телевизији. Успех серије је довео до Мајлиног статуса „идола тинејџера”. Као Хана Монтана је била на турнеји са групом The Cheetah Girls у септембру 2006. године, где је извела песме из прве сезоне серије. Walt Disney Records је у октобру исте године објавио саундтрек Hannah Montana. Албум је остварио комерцијални успех, те се нашао на врху топ-листе Billboard 200, а временом продат у преко три милиона примерака широм света. Објављивањем саундтрека, Мајли је постала прва особа у оквиру The Walt Disney Company која је имала послове на телевизији, филму, потрошачким производима и музици.
Потписала је уговор о четири албума са дискографском кућом Hollywood Records за дистрибуцију музике која нема везе са серијом. У јуну 2007. објавила је албум на два диска, Hannah Montana 2: Meet Miley Cyrus. Први диск представља саундтрек серије Хана Монтана, док је други послужио као Мајлин дебитантски студијски албум. Постао је њен други албум који је заузео на врх топ-листе Billboard 200, а продат је у преко три милиона примерака. Неколико месеци након објављивања пројекта, See You Again (2007) је објављен као водећи сингл с албума. Песма је остварила комерцијални успех и продата је у преко два милиона примерака у САД. Исте године је објављен сингл Ready, Set, Don't Go на ком је сарађивала са својим оцем. Потом је кренула на своју веома успешну турнеју Best of Both Worlds Tour (2007—2008) како би додатно промовисала албум. Званичници предузећа за продају карата Ticketmaster су изјавили да се „није десила навала овог нивоа или интензитета још од Битлса или Елвиса”. Успех турнеје довео је до приказивања 3D концертног филма Хана Монтана и Мајли Сајрус: Најбоље од оба света концерт (2008). Иако је првобитно требало да буде приказан у одабраним биоскопима, успех филма довео је до дужег приказивања.
У фебруару 2008. са пријатељицом Менди Жиру почела је да поставља видео-снимке на YouTube, под насловом „The Miley and Mandy Show”, који су стекли велики број прегледа. У априлу 2008. непозната тинејџерка јој је хаковала Gmail налог и објавила на интернет неколико Мајлиних слика у доњем вешу и купаћем костиму. Касније су избиле контроверзе када је објављено да је тада 15-годишња Мајли позирала у топлесу током фотографисања за Ени Либовиц и часопис Vanity Fair. The New York Times је накнадно појаснио да иако је снимак оставио утисак да је Мајли била голих груди, она је била умотана у чаршав и није била у топлесу.
У јуну исте године објавила је други студијски албум, Breakout. Албум је остварио највећу продају током прве седмице у Мајлиној каријери до сада и постао њен трећи албум на врху топ-листе . Касније је са Џоном Траволтом глумила у анимираном филму Муња (2008), након чега је објавила дует с њим под насловом I Thought I Lost You. Филм је био критички и комерцијално успешан, а њој донео номинацију за награду Златни глобус за најбољу оригиналну песму.
У марту 2009. објавила је  као водећи сингл са саундтрека филма Хана Монтана: Филм. Песма је наишла на топле критике, поставши кросовер-хит у поп и кантри музичким форматима. Саундтрек јој је био четврти на врху топ-листе Billboard 200, а са 16 година постала је најмлађи извођач који је имао четири албума на првом месту. У јулу 2009. објавила је саундтрек Hannah Montana 3, који је дебитовао на другом месту топ-листе . Затим је покренула своју прву модну линију, коју је продавао Walmart. Промовисана је објављивањем сингла Party in the U.S.A. и мини-албумом The Time of Our Lives (2009). Party in the U.S.A. је постала један од Мајлиних најуспешнијих синглова до сада и сматра се једном од њених најпрепознатљивих песама. Потом је кренула на своју прву светску турнеју , која је била критички и комерцијално успешна. У децембру 2009. наступила је за краљицу Елизабету II и друге чланове британске краљевске породице у Блекпулу.

### 2010—2012:и глумачке улоге
У нади да ће подстаћи зрелији имиџ, глумила је у филму Последња песма (2010), насталом по роману Николаса Спаркса. Иако је добио негативне рецензије критичара, остварио је финансијски успех. Наставила је с покушајима да промени свој имиџ издавањем свог трећег студијског албума, -Can't Be Tamed}- (2010). Албум има звук више усредсређен на плес у односу на своје претходнике, а изазвао је знатну количину контроверзи око свог текста и Мајлиних наступа уживо. Продат је у 106.000 примерака током прве седмице и постао њен први студијски албум који није заузео прво место топ-листе . Тог октобра је објавила свој последњи саундтрек као Хана Монтана, под насловом -Hannah Montana Forever}-, али је остварио комерцијални неуспех.
Била је предмет контроверзи када је на видео-снимку објављеном на интернету у децембру 2010. приказана како пуши салвију уз бонг, као тада осамнаестогодишњакиња. Године 2010. завршила је на тринаестом месту Форбсове топ-листе 100 славних. У априлу 2011. кренула је на светску турнеју Gypsy Heart. Северноамерички континент није био део трунеје, а као разлог је навела своје различите контроверзне тренутке, тврдећи да је само желела да путује тамо где је осећала „највише љубави”. Након објављивања албума Can't Be Tamed, званично је напустила Hollywood Records. Пошто су њене обавезе према Дизнију, најавила је своје планове да направи паузу од музике како би могла да се усредсреди на своју глумачку каријеру. Потврдила је да неће ићи на колеџ.
У марту 2011. била је водитељка емисије Уживо суботом увече где се подсмевала својим недавним контроверзама. Тог новембра је најављено да ће позајмити глас Мејвис у анимираном филму Хотел Трансилванија. Међутим, у фебруару 2012. објављено је да је одустала од пројекта, као и да ју је заменила Селена Гомез. Тада је изјавила да је разлог напуштања филма била жеља да ради на својој музици, али је касније откривено да је прави разлог њеног одласка био тај што је свом тадашњем дечку Лијаму Хемсворту купила рођенданску торту у облику пениса и полизала је. Наступила је у емисији Испаљени, уз Кели Озборн и Клои Кардашијан. Године 2012. глумила је у филму : Живети бурно, где се нашла уз Деми Мур. Приказан је у одабраним биоскопима, а остварио је критички и комерцијални неуспех. Тада је такође глумила у филму Тинејџерка тајни агент.
Током пролећа и лета 2012. објавила је низ наступа уживо познатих као Backyard Sessions, где је извела песме које лично воли. Почевши да ради на неуспелом четвртом албуму претходне године, наставила је с радом на новом музичком пројекту крајем 2012. године. Сарађивала је с продуцентима Rock Mafia на њиховој песми Morning Sun (2012), која је била доступна за бесплатно преузимање на мрежи. Претходно је наступила у музичком споту за њихов дебитантски сингл, The Big Bang (2010). Касније је била гостујући вокал на песми Decisions музичара Borgore. Са Хемсвортом је наступила у музичком споту за песму. Потом је глумила Миси у две епизоде комедије ситуације Два и по мушкарца. Привукла је значајну пажњу медија када је ошишала своју препознатљиву дугу, смеђу косу у корист плаве, кратке фризуре. Прокоментарисала је да се „никада није осећала више својом у животу” и да јој је „то заиста променило живот”.

### 2013—2015:и
Године 2013. ангажовала је Ларија Рудолфа за менаџера, који је најпознатији по представљању Бритни Спирс. Потом је потврђено да је потписала уговор са дискографском кућом RCA Records за своје будуће музичке пројекте. Радила је са продуцентима као што су Фарел Вилијамс и Mike Will Made It на свом четвртом студијском албуму, што је довело до преусмерању ка хип хоп музици. Истовремено је сарађивала с бројним хип хоп извођачима, те се појавила на песми репера Snoop Lion Ashtrays and Heartbreaks (2013), објављеној као водећи сингл са његовог дванаестог студијског албума, Reincarnated. Такође је сарађивала с репером will.i.am на песми Fall Down (2013), објављеној као промотивни сингл истог месеца. Песма је ушла на топ-листу Billboard Hot 100 на 58. месту. Била је гостујући вокалиста на песми Twerk, на којој су јој се придружили Lil Twist и Џастин Бибер. Песма из непознатих разлога није никада објављена, али је процурила на интернет. У мају 2013. потврђено је да ради на синглу 23 репера Mike Will Made It, којима су се придружили Wiz Khalifa и Juicy J. Достигао је 11. место на топ-листи Billboard Hot 100, а продат је у преко милион примерака широм света од 2013. године.
У јуну исте године објавила је сингл , који је најављен као њен повратнички сингл, а остварио је комерцијални успех широм света, заузевши врхове топ-листа у разним земњама као што је Уједињено Краљевство. Музички спот за песму поставио је рекорд за Vevo по броју прегледа у року од 24 сата од објављивања и постао први који је достигао 100 милиона прегледа на овом сајту. Те године је наступила са Робином Тиком на додели MTV Video Music Awards, док је сам наступ остварио велику медијску пажњу. Мајлини симулирани сексуални чинови са прстом од пене описани су као „узнемирујући”, а целокупни наступ „језив”. Истог дана је објавила сингл . Пратећи музички спот, на ком је приказана нага, прегледан је преко 19 милиона пута у року од 24 сата од објављивања. Постао је њен први сингл који је заузео сам врх топ-листе Billboard Hot 100 и распродао преко два милиона примерака.
MTV је 2. октобра емитовао документарац Мајли: Филм, који бележи снимање њеног четвртог студијског албума , који је објављен 4. октобра. Албум је остварио велики комерцијални успех, те дебитовао на првом месту топ-листе Billboard 200 са продајом од 270.000 примерака током прве седмице. Истог месеца је по други пут била водитељка емисије Уживо суботом увече. У новембру је била вокалиста на песми Real and True репера Future и певача Mr Hudson, док је пратећи музички спот приказан пет дана касније, односно 10. новембра 2013. године. Крајем 2013. MTV ју је прогласио за извођача године. Дана 29. јануара 2014. одржала је наступ у склопу емисије MTV Unplugged, где је извела песме са албума Bangerz, уз специјалну гошћу Мадону. Постао је најслушанији MTV Unplugged, са преко 1,7 милиона стримова. Била је део кампање Марка Џејкобса за пролеће 2014. године, заједно са Натали Вестлинг и Есмерелдом Си Ренолдс. Исте године је кренула на контроверзну турнеју , која је добила позитивне рецензије критичара. Два месеца након почетка турнеје, угинуо јој је пас након последица борбе са којотом. Две седмице касније, доживела је алергијску реакцију на антибиотик цефалексин, преписан за лечење синусне инфекције, након чега је хоспитализована у Канзас Ситију. Иако је померила неке од датума наступа у склопу турнеје, наставила је две седмице касније, почевши од Европе.
Док је сарађивала са групом The Flaming Lips на њиховом римејку песме With a Little Help from My Fwends, почела је да ради са Вејном Којном на свом петом студијском албуму. Тврдила је да је одвојила време како би се усредсредила на музику, те да албум неће бити објављен све док не осети да је спреман. Којн је упоредио сарадњу са Мајли и песме групе Pink Floyd и Portishead. Касније је наступила у камео улози у филму Ноћ уочи Божића. Године 2015. појавила се вест да Мајли истовремено ради на два албума, те да се нада да ће један од њих објавити бесплатно. Вест је потврдио њен менаџер који је тврдио да је спремна да раскине уговор са својом дискографском кућом ако одбију да јој дозволе да објави бесплатан албум. Године 2015. била је водитељка доделе MTV Video Music Awards, чиме је постала први водитељ ове доделе који се јавно изјашњава као пансексуална особа, а на самом финалу је као изненађење извела свој нови сингл, Dooo It!. Одмах након наступа, издала је свој пети студијски албум Miley Cyrus & Her Dead Petz, који је био доступан за бесплатни стриминг на веб-сајту SoundCloud.

### 2016—2017:и
Године 2016. започела је рад на свом шестом студијском албуму. Била је саветница учесника током десете сезоне певачког такмичења The Voice. У марту је потписала уговор о обављању дужности менторке током једанаесте сезоне емисије као замена за Гвен Стефани, чиме је постала најмлађи члан жирија ове емисије. У септембру 2016. глумила је у серији Криза у шест сцена, коју је створио Вуди Ален за Amazon Studios. Истог месеца је наступила у емисији Вече са Џимијем Фалоном, где је извела обраду песме Baby, I'm In the Mood for You Боба Дилана. Такође је позајмила глас Мејнфлејм у непотписаној камео улози у филму Чувари галаксије 2, који је приказан у мају 2017. године.
У мају 2017. објавила је  као водећи сингл са свог шестог албума. Дебитовао је на 64. месту топ-листе , док се наредне седмице попео на 10. место. Потом је у јуну објавила песму Inspired, коју је претходно извела на хуманитарном концерту One Love Manchester у организацији Аријане Гранде. Албум Younger Now објавила је 29. септембра 2017. године. Истоимени сингл је издат 18. августа, а дебитовао је на 79. месту топ-листе . Крајем месеца је наступила на додели MTV Video Music Awards. У септембру је извела неке од својих песма и хит-сингл The First Time Ever I Saw Your Face Роберте Флек у склопу радио-емисије Live Lounge. Током прве седмице октобра редовно је наступала у емисији Вече са Џимијем Фалоном, први пут од 2011. године отпевала је своју песму The Climb и обрадила сингл No Freedom Дајдо у част жртава пуцњаве у Лас Вегасу. Ову обраду је поново извела на неколико хуманитарних догађаја, као и протест March for Our Lives. Исте године се вратила као менторка током тринаесте сезоне емисије The Voice након једногодишње паузе. У октобру је изјавила да је напустила емисију, као и да не панира турнеју за албум Younger Now.

### 2018—2019:Црно огледало,и фестивали
Пре него што је објавила Younger Now, изјавила је да „већ има припремљене две песме за следећи албум.” Продуценти за седми студијски албум били су ранији сарадник Mike Will Made It и уз Марка Ронсона и Ендруа Вајата. У новембру 2018. с Ронсоном је објавила сингл Nothing Breaks Like a Heart, који се нашао на његовом албуму Late Night Feelings (2019). Сингл је остварио изузетан комерцијални успех, нарочито у Европи, где је заузео друго место на топ-листи , као и бројим земљама источне Европе.
Током првог квартала 2019. постала је запажена по својим обрадама других песама, док је на додели награда Греми уз Шона Мендеса извела његову песму In My Blood. Такође је извела сопствену обраду песме No Tears Left to Cry Аријане Гранде у склопу емисије Live Lounge, након чега је учествовала концерту у сећање на Криса Корнела, где је отпевала његову песму As Hope & Promise Fade као и Don't Let The Sun Go Down On Me Елтона Џона.
У мају 2019. твитовала је да ће свој седми студијски албум назвати She Is Miley Cyrus и да ће се састојати од три мини-албума са шест песама који ће бити објављени пре целокупног албума, под насловима: She Is Coming, She Is Here и She Is Everything. Први мини-албум је дебитовао на петом месу топ-листе , док се његов водећи сингл Mother's Daughter нашао на 54. месту топ-листе . Ремикс песме који је направио Wuki номинован је за награду Греми за најбољу ремикс-песму, док је његов пратећи музички спот освојио две MTV Video Music Awards. Током лета је наступила на европским фестивалима Glastonbury и Primavera Sound.
У новембру 2018. снимила је епизоду за серију Црно огледало, која је потом приказана 5. јуна 2019. године. Заплет епизоде упоређен је са конзерваторством Бритни Спирс и покретом #FreeBritney, за који се она залаже. Истог месеца је објављен и сингл On a Roll који је извела посебно за потребе серије, док је наредног дана објављена и песма Right Where I Belong. Крајем месеца је објављена вест да ради на синглу с Аријаном Гранде и Ланом дел Реј под називом Don't Call Me Angel, који би био објављен као водећи сингл са саундтрека филма Чарлијеви анђели. У августу 2019. објавила је сингл Slide Away, у којој говори о раскиду са супругом Лијамом Хемсвортом. Следећег месеца је објављен и његов пратећи музички спот, у ком је приказано десет карата на дну базена, које представљају крај десетогодишње везе са Лијамом.

### 2020—2022:и
У августу 2020. објавила је водећи сингл Midnight Sky са свог седмог студијског албума, док је такође потврдила да неће издати She Is Here и She Is Everything због великих промена у животу које се нису уклапале у суштину пројекта, укључујући развод од Хемсворта и пожар у Калифорнији током ког јој је изгорела кућа. Midnight Sky је заузео 14. место на топ-листи , као и пето место на топ-листи UK Singles Chart. Потом је направила мешап са песмом Стиви Никс, Edge of Seventeen. У октобру је одржала трећи наступ у склопу серијала Backyard Session и најавила да ће седми студијски албум Plastic Hearts објавити 27. новембра 2020. године. Раније је планирано да албум носи назив She Is Miley Cyrus, чиме би био завршен низ мини-албума. Албум је добио позитивне рецензије критичара и комерцијално се добро показао, дебитујући на другом месту топ-листе Billboard 200. Њиме је закорачила у глам рок и рок музику, а потом објавила и синглове Prisoner са Дуом Липом и Angels like You, који су се високо позиционирали у Уједињеном Краљевству. Албуму су се такође прикључили и Били Ајдол и Џоун Џет. На захтев обожавалаца, садржи Мајлине обраде песама Heart of Glass групе Blondie и Zombie групе The Cranberries.
У фебруару 2021. наступила је на првом фестивалу TikTok Tailgate у Тампи за 7.000 вакцинисаних здравствених радника. Овај наступ је послужио као церемонија пре Супербоула, а преносили су га TikTok и CBS. Такође је икоришћен као музички спот за сингл . У марту 2021. напустила је RCA и прешла у Columbia Records, чији је такође власник Sony Music. Истог месеца присетила се времена када је била Хана Монтана и написала отворено писмо лику на друштвеним медијима за 15. годишњицу серије, упркос изјавама да је због ове улоге дошла до кризе идентитета. Од тада круже гласине о могућем наставку серије. У априлу 2021. The Kid Laroi је објавио ремикс песме Without You на ком му се придружила Мајли, што јој је уједно прва песма за Columbia Records. У мају 2021. потписала је свеобухватни уговор са предузећем NBCUniversal, у оквиру којег ће развијати пројекте за потребе овог предузећа и наступити у три специјалне емисије. У јуну је објавила студијску обраду песме Nothing Else Matters групе Metallica, која је уврштена на албум The Metallica Blacklist у част истоименом албуму ове групе, са интерпретацијама које су снимили различити извођачи поводом његове 30. годишњице. Песми се придружио Елтон Џон на клавиру, Јо-Јо Ма и Чед Смит из групе Red Hot Chili Peppers. Пре тога је већ једном извела ову песму на Гластонбери фестивалу. У фебруару 2022. кренула је на своју фестивалску турнеју, Attention Tour, како би испромовисала Plastic Hearts, а која је одржана у Северној, Јужној и Централној Америци. Завршена је 26. марта 2022. године. У априлу 2022. објавила је свој трећи лајв-албум, Attention: Miley Live.

### 2023—данас:и
У новембру 2022. најавила је да ради на новим песмама, након чега је покренула промотивну кампању коју су чинили постери у великим градовима широм света, одбројавање на њеном веб-сајту и видео-клипови са натписом „Нова година, Нова Мајли”. Неколико дана касније, током другог издања емисије Miley's New Year's Eve Party, најавила је водећи сингл Flowers с наредног албума. Песма је објављена 12. јануара 2023. године, уз пратећи музички спот. Истог месеца је објавила вест да ће свој осми студијски албум Endless Summer Vacation издати 10. марта 2023. године. Представља њен први студијски албум који је створила за Columbia Records, а описала га је као „љубавно писмо Лос Анђелесу”. Тада је такође објавила омот албума и његову видео-најаву.

## Приватни живот
Тренутно живи у Хиден Хилсу, а такође поседује кућу вредну 5,8 милиона долара у свом родном Френклину. Иако је одгајана као хришћанка и изјашњавала се као таква током живота, помиње тибетански будизам у стиховима своје песме Milky Milky Milk (2015), а такође је наклоњена хиндуистичким веровањима.

### Сексуалност и род
Са 14 година излази из ормара и признаје мајци да је пансексуалног опредељења. Такође је изјавила: „Не желим да се икада категоришем! Спремна сам да волим свакога ко ме воли овакву каква јесам! Отворена сам за све.” У јуну 2015. часопис Time преноси да је родно колебљива. Тада је рекла: „Немам осећај да сам дечак или девојчица и не морам да имам партнера који се изјашњава као дечак или девојчица.” Додаје да је „отворена за свакога, осим животиња и малолетника”.
Подржава ЛГБТ+ заједницу. Песму My Heart Beats for Love (2010) посветила је геј пријатељу, а наводи Лондон као омиљено место за наступ због широке геј сцене. Такође има истетовиран знак једнакости у знак подршке истополним браковима. Иако се 2018. године удала за мушкарца, изјавила је да се и даље изјашњава као квир. Покренула је Happy Hippie Foundation, који ради на „борби против неправде са којом се суочавају млади бескућници, ЛГБТ+ заједница и друге рањиве популације”.

### Веганство
Године 2014. постала је веганка и престала да уноси животињске производе. У септембру 2020. открила је за The Joe Rogan Experience да је морала да пређе на пескатаријанску исхрану након што је патила од недостатка омега-3 масне киселине, рекавши: „Била сам веганка дуго времена и морала сам да уврстим рибу и храну с омега-3 масним киселинама у свој живот јер ми мозак није функционисао како треба.” Тада је открила  да је плакала када је први пут јела рибу након веганске исхране, рекавши: „Плакала сам за рибом… заиста ме боли што морам да је једем.” Њена одлука да престане да буде веганка изазвала је негативну реакцију веганске и вегетаријанске заједнице и лекара који су је оптужили да је „напустила веганску исхрану” и ширила дезинформације о омега-3 масним киселинама у биљној исхрани, које се могу наћи у различитим биљним изворима и дијететским суплементима.

### Конзумација канабиса
Била је отворена о својој рекреативној употреби канабиса. Године 2013. изјавила је за Rolling Stone да је канабис „најбоља дрога на свету” и назвала је, заједно са МДМА, „дрогом среће”. Исте године, док је примала MTV Europe Music Award за најбољи музички спот, на сцени је пушила нешто што је личило на џоинт, што је уклоњено из одложеног емитовања ове доделе награда у САД. У интервјуу за часопис W из 2014, изјавила је: „Волим траву… просто обожавам да се надувам.” У интервјуу за Вече са Џимијем Фалоном из 2017, открила је да је престала с конзумацијом канабиса пре издавања албума Younger Now како била „потпуно трезна” када је говорила о албуму. Током интервјуа са Ендијем Коеном из 2018, приписала је заслуге својој мајци што ју је поново упознала са канабисом. Године 2019. послала је букет канабиса сараднику Марку Ронсону као поклон за Дан заљубљених. У августу исте године инвестирала је у предузеће Lowell Herb Co које производи канабис.
Пре операције гласних жица у новембру 2019. и током опоравка, изјавила је да је престала с употребом канабиса и алкохола.

### Везе
Од јуна 2006. до децембра 2007. излазила је с певачем и глумцем Ником Џонасом, рекавши да су се заљубили и започели везу убрзо након што су се упознали. Њихова веза изазвала је велику пажњу медија. Између 2008. и 2009. девет месеци је била у вези с манекеном Џастином Гастоном. Током снимања филма Последња песма, од 2009. године била је у вези с прекидима са колегом Лијаном Хемсвортом. У периоду прекида, била је повезивана с глумцима Лукасом Тилом (2010) и Џошем Боуманом (2011). Од маја 2012. до септембра 2013. била је први пут верена за Лијама. Потом је излазила с глумцем Патриком Шварценегером (2014—2015) и манекенком Стелом Максвел (2015).
У марту 2016. поново је ступила у везу с Лијамом, а октобра исте године су се поново верили. У новембру 2018. изгорео им је дом током пожара у Калифорнији. Венчали су се 23. децембра на приватној церемонији венчања у свом дому у Нешвилу. Дана 10. августа 2019. објавила је да су се раздвојили. Једанаест дана касније, Лијам је поднео захтев за развод, наводећи „непомирљиве разлике”. Развели су се 28. јануара 2020. године.
Након објаве вести да више није с Лијамом, од августа до септембра 2019. излазила је с Кејтлин Картер.
У октобру 2019. започела је везу с аустралијским певачем Кодијем Симпсоном, својим дугогодишњим пријатељем. У августу 2020. изјавила је да су раскинули. Истовремено је објавила сингл Midnight Sky, који је инспирисан раскидима с Лијамом, Кејтлин и Кодијем.

## Дискографија
- (2007)
- (2008)
- (2010)
- (2013)
- (2015)
- (2017)
- (2020)
- (2023)
- (2025)

## Филмографија
- Крупна риба (2003)
- Хана Монтана и Мајли Сајрус: Најбоље од оба света концерт (2008)
- Муња (2008)
- Хана Монтана: Филм (2009)
- Последња песма (2010)
- : Живети бурно (2012)
- Тинејџерка тајни агент (2012)
- Мајли: Филм (2013)
- Ноћ уочи Божића (2015)
- Криза у шест сцена (2016)
- Чувари галаксије 2 (2017)

## Турнеје
- (2007—2008)
- (2009)
- (2011)
- (2014)
- (2015)
- (2022)